# Campeonato Femenino Sub-16 de la OFC
El Campeonato Femenino Sub-16 de la OFC es el campeonato de fútbol femenino por el que se decide al equipo representante de Oceanía en la Copa Mundial de dicha categoría.
El torneo surgió en 2010 ante la necesidad de conseguir una vía de clasificación de Oceanía para la Copa Mundial Femenina Sub-17, que había comenzado a disputarse en 2008. Nueva Zelanda se proclamó campeón en cuatro ocasiones y en 2014, cuando el torneo fue cancelado, fue escogido por la OFC para representar al continente en la Copa del Mundo. Las Islas Salomón. Papúa Nueva Guinea y Nueva Caledonia han sido los equipos que han logrado al menos un segundo puesto.
La edición más reciente celebrada en agosto de 2017 fue una edición sub-16,  y el torneo se denominó Campeonato Femenino Sub-16 de la OFC.

## Ediciones
| Edición                        | Año          | Sede          | Campeón                                    | Resultado                                  | Segundo lugar                              | Tercer lugar                               | Resultado                                  | Cuarto lugar                               |
| ------------------------------ | ------------ | ------------- | ------------------------------------------ | ------------------------------------------ | ------------------------------------------ | ------------------------------------------ | ------------------------------------------ | ------------------------------------------ |
| Campeonato Femenino OFC Sub-17 |              |               |                                            |                                            |                                            |                                            |                                            |                                            |
| 1                              | 2010 Detalle | Nueva Zelanda | Nueva Zelanda                              | Lig.                                       | Islas Salomón                              | Papúa Nueva Guinea                         | Lig.                                       | Tonga                                      |
| 2                              | 2012 Detalle | Nueva Zelanda | Nueva Zelanda                              | Lig.                                       | Papúa Nueva Guinea                         | Islas Cook                                 | Lig.                                       | Nueva Caledonia                            |
| 3                              | 2016 Detalle | Islas Cook    | Nueva Zelanda                              | 8:0                                        | Papúa Nueva Guinea                         | Fiyi                                       | 3:2                                        | Nueva Caledonia                            |
| Campeonato Femenino OFC Sub-16 |              |               |                                            |                                            |                                            |                                            |                                            |                                            |
| 4                              | 2017 Detalle | Samoa         | Nueva Zelanda                              | 6:0                                        | Nueva Caledonia                            | y Fiyi e Islas Cook                        | y Fiyi e Islas Cook                        | y Fiyi e Islas Cook                        |
|                                | 2020 Detalle | Tahití        | Cancelado debido a la pandemia de COVID-19 | Cancelado debido a la pandemia de COVID-19 | Cancelado debido a la pandemia de COVID-19 | Cancelado debido a la pandemia de COVID-19 | Cancelado debido a la pandemia de COVID-19 | Cancelado debido a la pandemia de COVID-19 |
|                                | 2022 Detalle | Tahití        | Cancelado debido a la pandemia de COVID-19 | Cancelado debido a la pandemia de COVID-19 | Cancelado debido a la pandemia de COVID-19 | Cancelado debido a la pandemia de COVID-19 | Cancelado debido a la pandemia de COVID-19 | Cancelado debido a la pandemia de COVID-19 |
| 5                              | 2023 Detalle | Tahití        | Nueva Zelanda                              | 1:0                                        | Fiyi                                       | Tahití                                     | 5:3                                        | Tonga                                      |
| 6                              | 2024 Detalle | Fiyi          | Nueva Zelanda                              | 4:0                                        | Samoa                                      | Tonga                                      | 1:0                                        | Nueva Caledonia                            |
| 7                              | 2025 Detalle | Samoa         | Nueva Zelanda                              | 3:0                                        | Samoa                                      | Nueva Caledonia                            | 9:0                                        | Islas Salomón                              |

## Palmarés
En cursiva el año en el que el equipo logró dicha posición como local.
| Equipo             | Campeón                                      | Subcampeón     | Tercer lugar | Cuarto lugar         | Semifinales |
| ------------------ | -------------------------------------------- | -------------- | ------------ | -------------------- | ----------- |
| Nueva Zelanda      | 7 (2010, 2012, 2016, 2017, 2023, 2024, 2025) |                |              |                      |             |
| Papúa Nueva Guinea |                                              | 2 (2012, 2016) | 1 (2010)     |                      |             |
| Samoa              |                                              | 2 (2024, 2025) |              |                      |             |
| Nueva Caledonia    |                                              | 1 (2017)       | 1 (2025)     | 3 (2012, 2016, 2024) |             |
| Fiyi               |                                              | 1 (2023)       | 1 (2016)     |                      | 1 (2017)    |
| Islas Salomón      |                                              | 1 (2010)       |              | 1 (2025)             |             |
| Tonga              |                                              |                | 1 (2024)     | 2 (2010, 2023)       |             |
| Islas Cook         |                                              |                | 1 (2012)     |                      | 1 (2017)    |
| Tahití             |                                              |                | 1 (2023)     |                      |             |

## Premios y reconocimientos
| Torneo | Mejor jugadora  | Goleadora                      | Goles | Mejor portera            | Juego Limpio  |
| ------ | --------------- | ------------------------------ | ----- | ------------------------ | ------------- |
| 2010   |                 | Hannah Wong                    | 8     | No otorgado              | No otorgado   |
| 2012   | Briar Palmer    | Hannah Carlsen Jasmine Pereira | 6     | Moeroa Nootai            | Nueva Zelanda |
| 2016   | Michaela Foster | Hannah Blake                   | 14    | Francine Lockington      | Islas Cook    |
| 2017   | Maya Hahn       | Kelli Brown                    | 14    | Lorenza Hnamano          | Tonga         |
| 2023   |                 | Laura Bennett                  | 10    |                          |               |
| 2024   | Pia Volk        | Laura Bennett                  | 6     | Margaret Fagasuisui Tuii |               |

## Desempeño en mundiales
Nueva Zelanda se clasificó para todas las ediciones de la Copa Mundial Femenina Sub-17 de la FIFA:
- En 2008, recibió una plaza automática como anfitrión.

- En las ediciones de 2014 y 2022, se clasificó por defecto, ya que no se celebró ninguna clasificación de la OFC debido a preocupaciones sobre las fechas.

- En las ediciones de 2010, 2012, 2016, 2018 y 2024, Nueva Zelanda se clasificó como campeona de Oceanía.

- En 2018, Nueva Zelanda terminó en tercer lugar, lo que se convirtió en su mejor resultado en cualquier edición.

- A partir de 2025, Oceanía tendrá dos equipos que contarán con un equipo distinto de Nueva Zelanda por primera vez.

| Team          | 2008 | 2010 | 2012 | 2014 | 2016 | 2018 | 2022 | 2024 | 2025 | Total |
| ------------- | ---- | ---- | ---- | ---- | ---- | ---- | ---- | ---- | ---- | ----- |
| Nueva Zelanda | R1   | R1   | R1   | GS   | GS   | 3º   | GS   | GS   | Q    | 9     |
| Samoa         |      |      |      |      |      |      |      |      | Q    | 1     |